# Shibuya Crossing

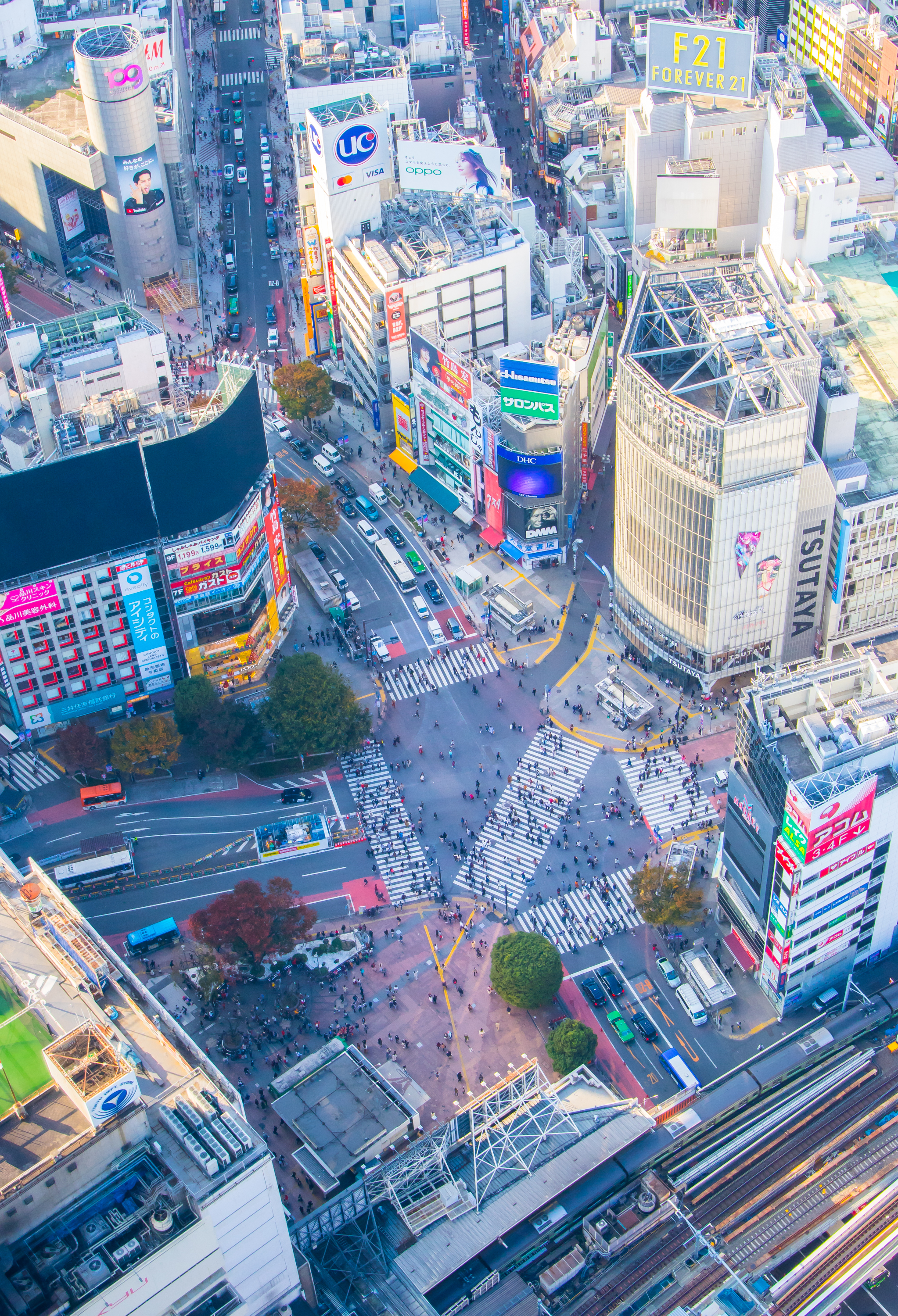
2019 Shibuya Crossing - Shibuya Scramble Square - SHIBUYA SKY 1

Shibuya Scramble Crossing (渋谷スクランブル交差点, Shibuya sukuranburu kōsaten), comúnmente conocido como cruce de Shibuya, es un popular paso de peatones en Shibuya, Tokio, Japón.  Se encuentra frente a la salida Hachikō de la estación de Shibuya y detiene a los vehículos en todas las direcciones para permitir que los peatones inunden toda la intersección. La estatua de Hachikō, entre la estación y la intersección, es un lugar de encuentro habitual, que casi siempre está abarrotado.
Tres grandes pantallas de vídeo montadas en edificios cercanos dan al cruce, como el emblemático QFRONT, así como numerosos carteles publicitarios estáticos. Dado su intenso tráfico y la cantidad de publicidad, se compara con Times Square, en Nueva York.
El cruce de Shibuya es el paso de peatones más transitado del mundo, con hasta 3.000 personas cruzando a la vez.
En 2016, el número de peatones que cruzaban la intersección ascendía hasta 3000 por semáforo en verde (cada 2 minutos). Una encuesta de medición de flujo realizada en 2014 por la Asociación de Reurbanización de Shibuya estimó 260 000 peatones al día en días laborables, y 390 000 peatones en días no laborables. Otros estiman hasta 500 000 personas en los días más concurridos. La encuesta SOTO Outdoor Media Survey de 2012 estimó 1,5 millones de peatones a la semana.
El cruce se inauguró en 1973. El cruce de Shibuya aparece a menudo en películas y programas de televisión que tienen lugar en Tokio, como Lost in Translation, The Fast and the Furious: Tokyo Drift, Alice in Borderland y Resident Evil: Afterlife, así como en noticiarios nacionales e internacionales.